# نوشا (تنکابن)
نوشا، روستایی از توابع بخش کوهستان شهرستان تنکابن در استان مازندران ایران و در ارتفاع حدود ۲۱۳۵ متری سطح دریا واقع است.

## جمعیت
این روستا در دهستان دوهزار قرار دارد و براساس سرشماری مرکز آمار ایران در سال ۱۳۸۵، جمعیت آن ۷۷ نفر (۲۵خانوار) بوده‌است.